# Fothergilla
Fothergilla es un género de plantas fanerógamas de la familia Hamamelidaceae. Comprende 10 especies descritas y de estas, solo 2 aceptadas.

## Descripción
Son arbustos caducifolios que alcanzan de 1 a 3 m de altura con ramitas flexibles y suaves. Las hojas son alternas, ovoides con 4 a 10 cm de longitud y 3 a  cm de ancho con los márgenes dentados, son notables por sus brillantes hojas de color naranja o rojo durante el otoño. Las flores abren en primavera,  en espigas terminales.

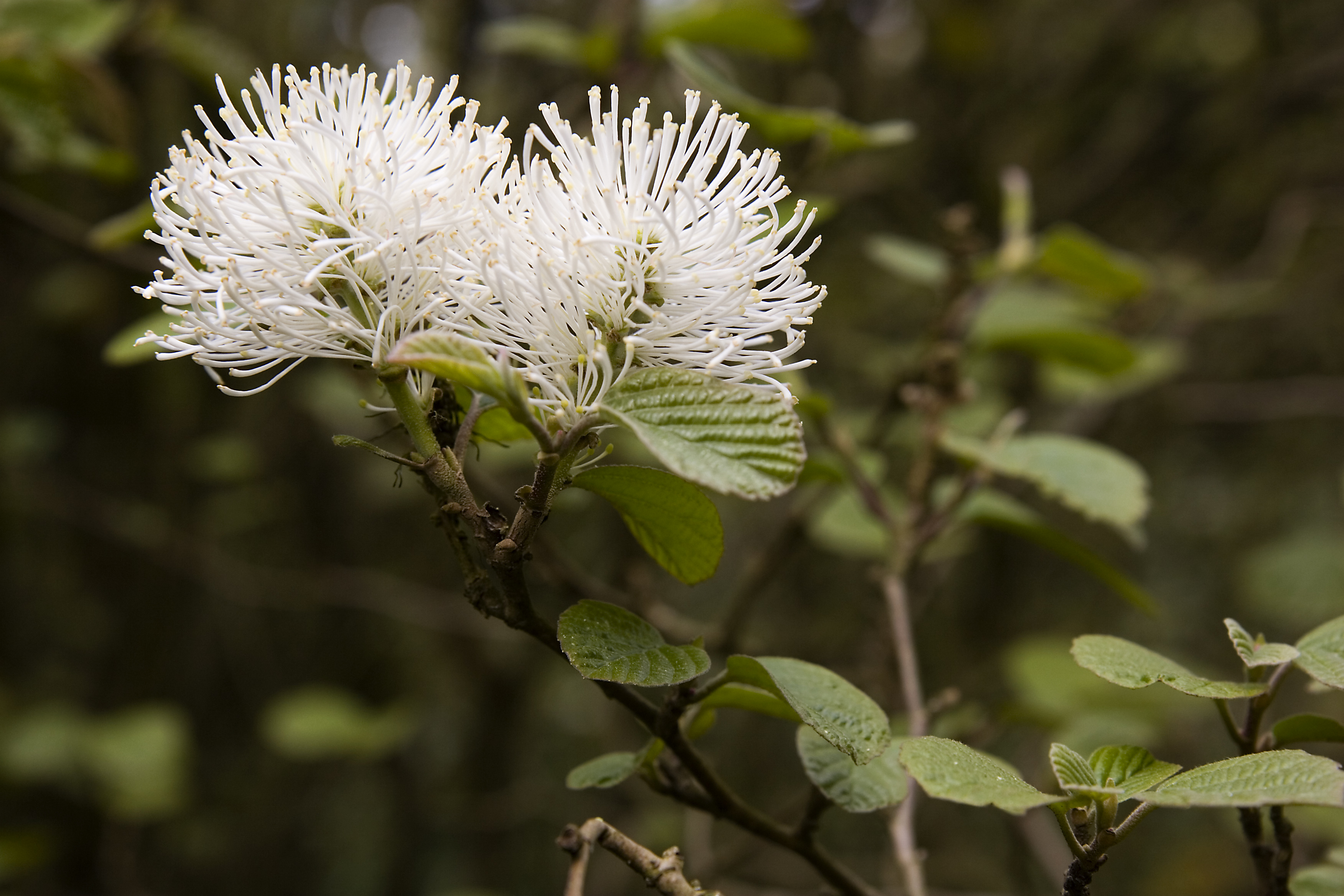
Flores de Fothergilla major.

### Cultivo
Se cultivan como planta ornamental por sus flores primaverales y el color del follaje de sus "hojas muertas". Son de lento crecimiento y raramente exceden de 1-2 m de altura.

## Taxonomía
El género fue descrito por  Carlos Linneo y publicado en Systema Vegetabilium. Editio decima tertia 418. 1774. La especie tipo es: Fothergilla gardenii L.
Etimología
Fothergilla: nombre genérico que fue nombrado en honor del médico John Fothergill.

## Especies aceptadas
A continuación se brinda un listado de las especies del género Fothergilla aceptadas hasta mayo de 2014, ordenadas alfabéticamente. Para cada una se indica el nombre binomial seguido del autor, abreviado según las convenciones y usos. 
- Fothergilla gardenii L.
- Fothergilla major Lodd.